# Município de Harrison (condado de Montgomery, Ohio)
O município de Harrison (em inglês: Harrison Township) é um município localizado no condado de Montgomery no estado estadounidense de Ohio. No ano de 2010 tinha uma população de 22397 habitantes e uma densidade populacional de 951,01 pessoas por km².

## Geografia
O município de Harrison encontra-se localizado nas coordenadas 39° 49′ 24″ N, 84° 13′ 50″ O. Segundo a Departamento do Censo dos Estados Unidos, o município tem uma superfície total de 23.55 km², da qual 23.34 km² correspondem a terra firme e (0.9%) 0.21 km² é água.

## Demografia
Segundo o censo de 2010, tinha 22397 pessoas residindo no município de Harrison. A densidade populacional era de 951,01 hab./km².